# Mihai Brestyan
Mihai Brestyan (Timișoara, 10 de julio de 1953) es un entrenador de gimnasia artística rumano.

## Biografía
Nacido en Rumania, su nombre original fue Mihai Breștian. Ha sido entrenador jefe del equipo nacional de gimnasia de Australia, y exentrenador de la federación estadounidense USA Gymnastics, responsable del equipo nacional de gimnasia artística. Bajo sus órdenes han entrenado atletas olímpicos como Aly Raisman y Alicia Sacramone. Ha participado como entrenador en los Juegos Olímpicos de Pekín (2008), Londres (2012) y Río de Janeiro (2016). En 2017, fue incluido en el salón de la fama de la gimnasia de Estados Unidos.